# Lilium polyphyllum
Lilium polyphyllum är en liljeväxtart som beskrevs av David Don. Lilium polyphyllum ingår i släktet liljor och familjen liljeväxter. Inga underarter finns listade.
Arten förekommer i bergstrakter i Afghanistan, Pakistan och nordvästra Indien. Den växer vid 2100 till 3000 meter över havet. Denna blomma ingår i undervegetationen i skogar. Exemplar med blomställning är 10 till 12 år gamla.
Beståndet hotas av skogsröjningar när jordbruksmark etableras eller när trafikleder byggs. Lilium polyphyllum plockas dessutom som prydnadsväxt. Några exemplar drabbas av svampen Botrytis cinerea. IUCN listar arten som akut hotad (CR).

## Bildgalleri

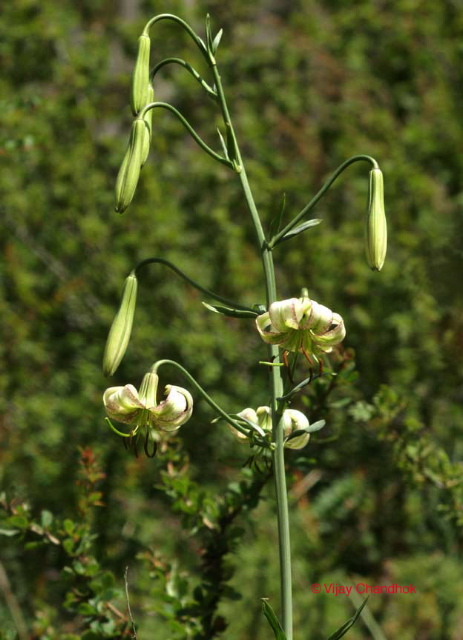
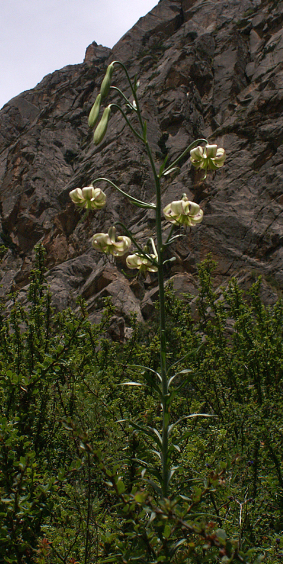
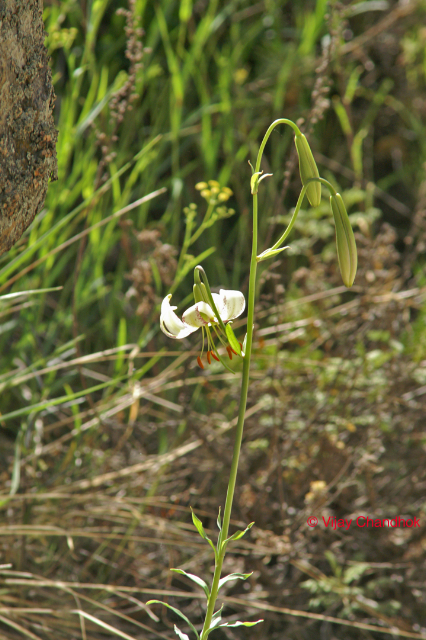
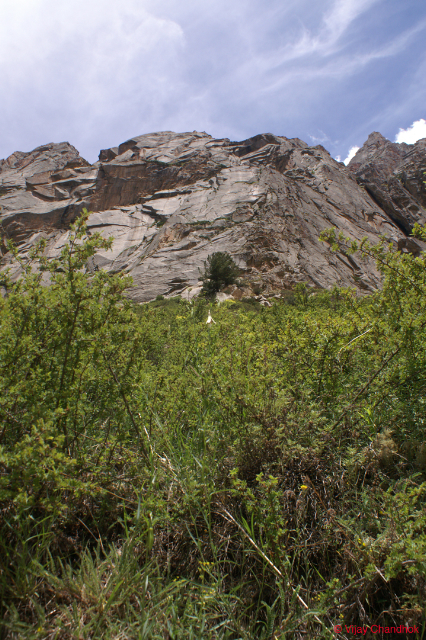
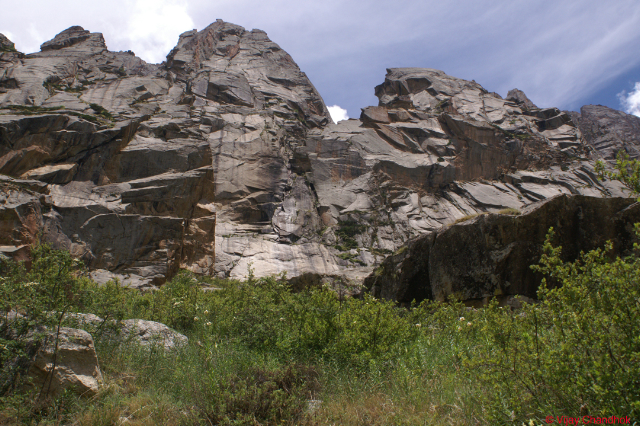
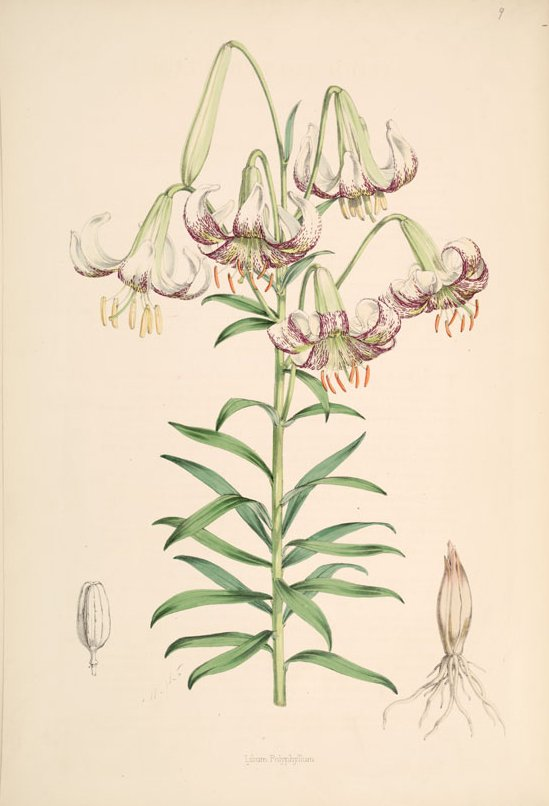